# Universidad del Temple
La Universidad del Temple (Temple University en inglés) es una universidad pública de investigación ubicada en la ciudad de Filadelfia, en el estado de Pensilvania de Estados Unidos. Cuenta con más de 39,500 estudiantes matriculados en más de 400 programas académicos ofrecidos en sus 7 campus de Pensilvania, así como también en campus internacionales ubicados en Roma, Tokio, Singapur y Londres. Temple es uno de los mayores proveedores de educación profesional (leyes, medicina, podología, farmacéutica, odontología y arquitectura) en el país. 

## Historia
La Universidad del Temple fue fundada en 1884 por Russell Herman Conwell, un abogado egresado de la Universidad Yale, orador, y ministro bautista ordenado, que había servido en el ejército de la Unión durante la Guerra Civil. Conwell llegó a Filadelfia en 1882 para dirigir la Iglesia Bautista de Gracia y comenzó a enseñar a los alumnos en el sótano de su templo, lo que dio origen al nombre de la universidad. Como la mayoría de las clases se impartían de noche, para permitir que los alumnos trabajasen durante el día, se les empezó a conocer como los 'búhos', apodo que se ha mantenido en el tiempo. La escuela llegó a ser conocida como Temple College en 1888 y se convirtió en una universidad plenamente acreditada en 1907. Hoy en día es una de las tres universidades públicas de investigación de Pensilvania, y es dirigida por Ann Weaver Hart. Ha tenido en total nueve presidentes. Tiene una gran rivalidad con la Universidad de Pensilvania y con la de San José.

## Campus
La universidad del Temple tiene su campus principal en Filadelfia, pero cuenta con sedes en Tokio, Londres, Roma y Oviedo.

### Universidad del Temple en Japón
Se encarga de distintas actividades en Tokio (Japón).

## Facultades y escuelas
Temple cuenta con 17 escuelas y facultades:
- Escuela de Diseño ambiental.
- Escuela de Arte Tyler.
- Escuela de negocios y dirección de empresas Richard J. Fox.
- Escuela de Odontología Maurice H. Kornberg.
- Facultad de Educación.
- Facultad de Ingeniería.
- Facultad de Salud Pública.
- Escuela de Derecho James E. Beasley.
- Facultad de Artes Liberales.
- Escuela de Medicina Lewis Katz.
- Facultad de Música y Danza Esther Boyer.
- Facultad de Farmacia.
- Escuela de Medicina Podológica.
- Facultad de Ciencias de la Información Klein.
- Escuela de Deportes, Turismo y Hostelería.
- Escuela de Teatro, Cinematografía y Artes Mediáticas.

## Deporte
Los Temple Owls compiten en la División I de la NCAA.

## Tradiciones

### La "T"
El símbolo tradicional de la Universidad es la letra "T", inicial de "Temple". Cuando Peter J. Liacouras dio su primer discurso, hizo una votación para determinar el nuevo símbolo de la universidad, en la cual ganó una particular versión de esta letra.

### El búho
Cuando Conwell enseñaba en la universidad, les decía a sus alumnos que estudiaran por la noche, por lo cual se mantuvo el símbolo del búho.

## Organizaciones de alumnos
Temple cuenta con más de 200 organizaciones estudiantiles. Una de las organizaciones estudiantiles más grandes de la escuela es noticias de Temple, periódico de la comunidad de Temple, que cuenta con cerca de 200 estudiantes escritores, fotógrafos, editores y empleados de negocios, coordinada por un equipo de 20 personas.

## Rankings académicos
La Universidad del Temple participa de varios rankings a nivel nacional e internacional. 

### U.S. News & World Report
El ranking educativo de U.S. News & World Report, uno de los más populares en Estados Unidos, coloca a Temple en el puesto 121 en la categoría de Universidades Nacionales a nivel de grado. En el ranking de facultades de Administración de Empresa en la categoría de estudios de grado, Temple se encuentra en el puesto número 62 en Estados Unidos. Los programas de Negocios Internacionales y Sistemas de Información Gerencial ocupan el puesto número 13, mientras que el programa de Riesgos ocupa el puesto número 4. En el ranking general de escuelas de Administración de Empresas a nivel de postgrado, U.S. News coloca a Temple en el puesto número 41 en el país. Específicamente, el programa en Sistemas de Información se encuentra en el puesto número 16, el de Negocios Internacionales en el 15, y el de MBA de Medio Tiempo en el 20. La Escuela de Leyes ocupa el puesto número 52 en el país, mientras que los programas en Leyes Internacionales, Escritura Legal, Leyes a Medio Tiempo, y Abogacía en Juicios ocupan los puestos número 14, 11, 7 y 2 respectivamente. La Escuela de Medicina ocupa el puesto número 55 en investigación. En las categorías de programas en línea, Temple ocupa el lugar número 31 en programas de grado y 1 en programas de MBA. En el año 2015, Temple ocupa el puesto número 381 en la categoría de Universidades Globales.

### Princeton Review
Princeton Review coloca a Temple entre las 379 mejores universidades del país. También la coloca en el puesto número 11 en la categoría de programas empresariales y la cataloga como una de las "Green Colleges" reconociendo sus prácticas sustentables.

### Academic Ranking of World Universities
La edición 2014 del Academic Ranking of World Universities, también conocido como el Ranking Shanghai, coloca a la Universidad de Temple entre los puestos 301 y 400 en el mundo, mientras que los programas en ciencias sociales y las carreras en Economía y Negocios se encuentran entre los puestos número 76 y 100.

### Center for World University Rankings
Este ranking mundial de universidades coloca a Temple como la universidad número 390 en el mundo y 136 en Estados Unidos.

### QS Rankings
El ranking Top Universities de QS califica a los programas de Artes y Humanidades de Temple en el puesto 182 en el mundo, los de Ciencias Biológicas y Medicina en el puesto 350, y los de Ciencias Sociales y Administración en el puesto 339. El ranking Top MBA clasifica el programa MBA de Temple como el número 51 en Norteamérica.

### The Economist
The Economist coloca al programa de MBA de Temple en el puesto número 57 en el Mundo y 33 en Estados Unidos.

## Antiguos alumnos destacados
| Nombre           | Ocupación                                            |
| Bill Cosby       | Actor y comediante                                   |
| Ramón Grosfoguel | Profesor de la Universidad de California en Berkeley |
| Nikoloz Gilauri  | Primer ministro de Georgia (2009-2012)               |
| Ben Bova         | Escritor de ciencia ficción                          |
| Rick Brunson     | Entrenador y exjugador de la NBA                     |
| John F. Street   | Alcalde de Filadelfia (2000-2008)                    |
| Mark Margolis    | Actor                                                |